# Roman Romanenko
Roman Iúrievitx Romanenko (Major, Força Aèria Russa; rus: Роман Юрьевич Романенко; nascut el 9 d'agost de 1971) és un cosmonauta al Centre d'Entrenament de Cosmonautes Iu.A. Gagarin.